# Pennzoil
A Pennzoil é uma empresa petrolífera com sede em Houston, no estado do Texas nos Estados Unidos, foi fundada em 1913. O nome vem da fusão das empresas South Penn Oil e Zapata Petroleum.